# Concattedrale di Santa Maria Assunta (Sarzana)
La cattedrale di Santa Maria Assunta è un luogo di culto cattolico situato nel comune di Sarzana, tra piazza Niccolò V e via Giuseppe Mazzini, in provincia della Spezia. La chiesa, concattedrale della diocesi della Spezia-Sarzana-Brugnato, è sede della parrocchia omonima del vicariato di Sarzana.
Nel novembre del 1947 papa Pio XII l'ha elevata alla dignità di basilica minore.

## Storia
Nel centro del borgo medievale di Sarzana, l'odierna basilica-concattedrale è stata edificata sull'area e sulle fondamenta dell'originaria pieve intitolata a san Basilio. Quest'ultimo edificio religioso è menzionato in una bolla pontificia di Eugenio III che risale all'11 novembre del 1148.
Con il crescere dell'importanza di Sarzana nel panorama spezzino e lunigianese a spese dell'antica città romana di Luni, oramai in decadenza e in preda alla malaria, furono gli stessi Canonici di Luni a chiedere ed ottenere da papa Innocenzo III - con bolla datata al 7 marzo 1203 - il trasferimento presso la pieve di San Basilio. Fu lo stesso pontefice, nel 1204, a trasferire ufficialmente la sede episcopale - ma non il titolo - dalla città lunense a Sarzana con l'impegno, preso dalla comunità sarzanaese, di costruire una nuova cattedrale e la dimora vescovile.
Per far fede agli accordi presi fu deciso di attuare una completa trasformazione dell'antica pieve di San Basilio, evitando quindi di edificare un nuovo edificio religioso, compiendo di fatto un'opera di ampliamento della stessa. L'opera prese subito corpo, proseguendo nel tempo tra interruzioni e riprese come testimoniamo atti e documenti dell'epoca, e già alla metà del XIV secolo la nuova cattedrale di Sarzana poteva considerarsi terminata o quasi. 
Completata la chiesa, con l'intitolazione a santa Maria Assunta, rimaneva tuttavia in sospeso l'ufficializzazione di Sarzana quale nuova sede diocesana, titolo che ancora era legato alla vicina e storica città di Luni. Un primo passo fu compiuto nel 1447, contemporaneamente all'elezione del sarzanese Tommaso Parentuncelli al soglio di Pietro con il nome di Niccolò V, e definitivamente nel 1465 quando papa Paolo II trasferì il titolo episcopale, e relativi diritti, da Luni a Sarzana; la chiesa di Santa Maria Assunta fu quindi elevata al titolo di cattedrale della nuova diocesi di Luni-Sarzana. Negli stessi anni fu compiuta la decorazione interna e il completamento della facciata (1474) ad opera di Leonardo Riccomanni da Pietrasanta.
La chiesa, improntata sugli stili architettonici tardo gotici toscani, si presenta a croce latina, divisa in tre navate (separate da arcate e colonne), un'abside maggiore e due cappelle; la copertura, in legno, era costituita da capriate a vista.
Nuovi lavori di abbellimento, soprattutto legati alle nuove forme artistiche barocche, si compirono nel XVII secolo interessando le aree delle navate laterali con la costruzione delle cappelle laterali (ad opera di Francesco Antonio Milani) e dell'abside. Successivamente alla conclusione dei lavori, nel 1735 furono poste sulla facciata le statue di sant'Eutichiano al centro, di papa Sergio IV a sinistra e di papa Niccolò V a destra.

## Descrizione

### Esterno

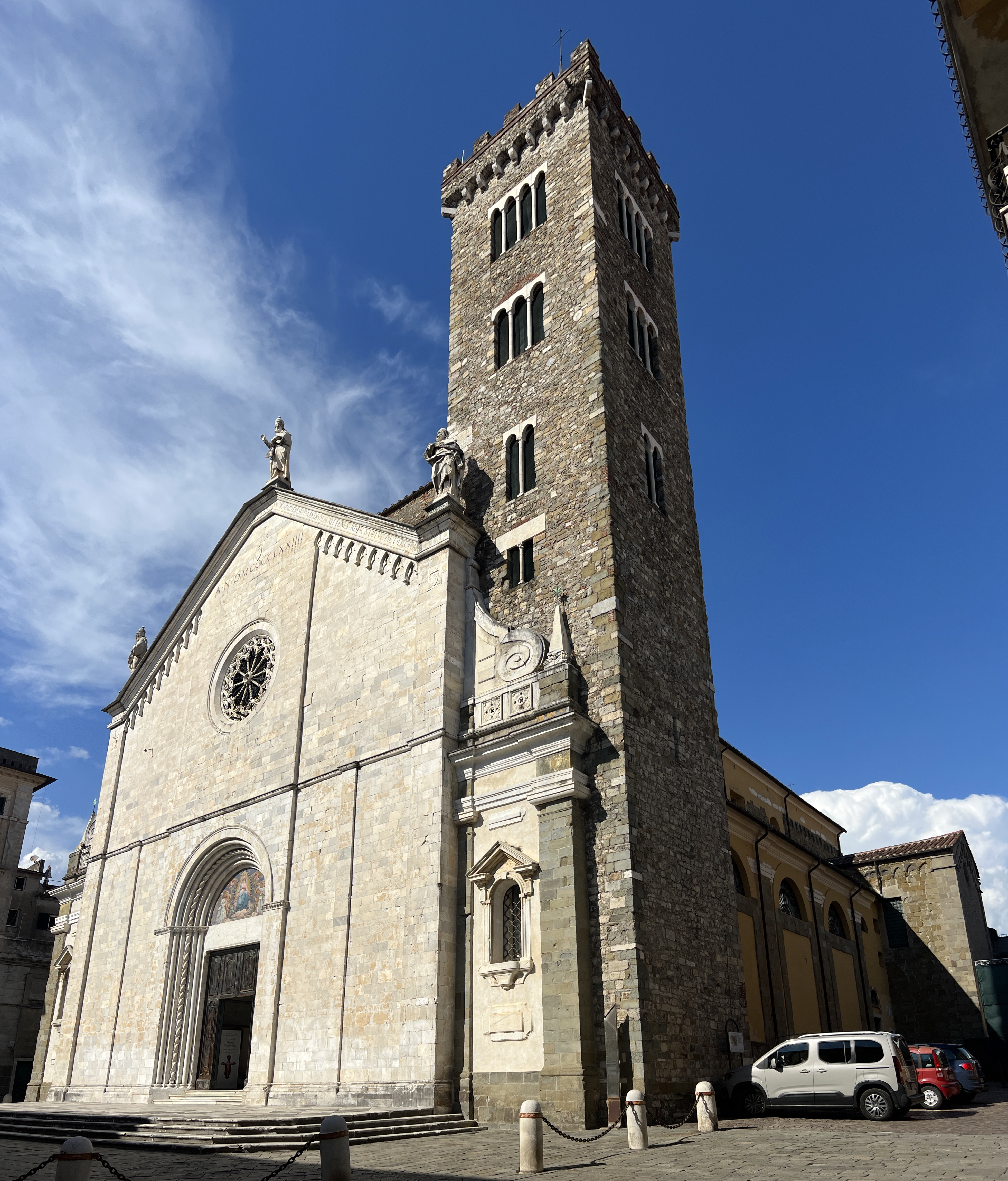
Facciata e lato sud-est

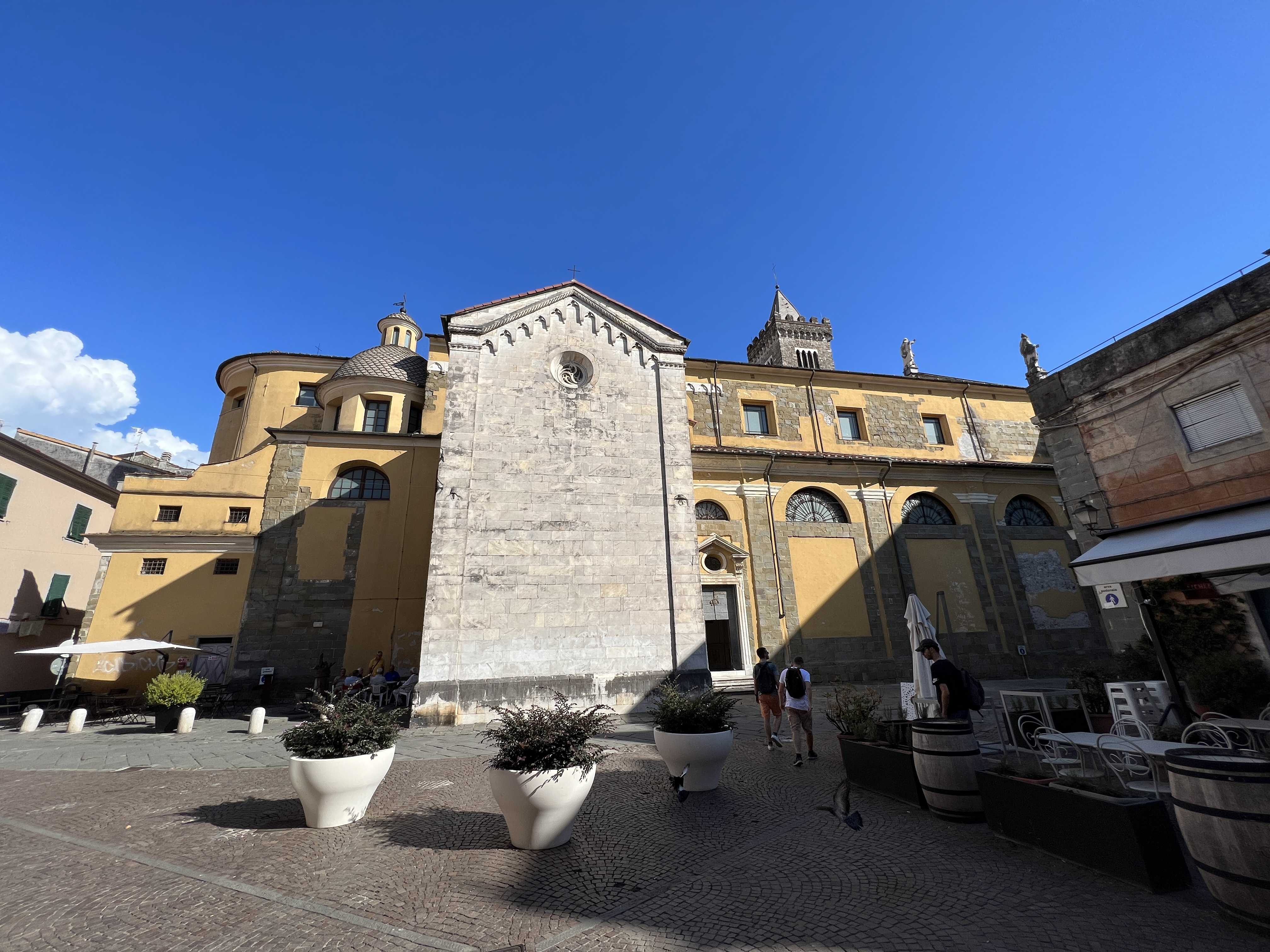
Lato nord-ovest

La cattedrale presenta una romanica facciata a capanna portata a compimento, nella parte sottostante il portale, nel 1355; il definitivo rivestimento in marmo bianco, anche della zona superiore, e la realizzazione del rosone dello scultore Lorenzo da Pietrasanta fu eseguito invece nel 1474 per interessamento del cardinale di Bologna Filippo Calandrini. Così reca a memoria la scritta sulla facciata:
Il portale, anch'esso realizzato nel 1355, è opera del maestro Michelino de Vivaldo così come reca in calce l'iscrizione posta sull'architrave. La lunetta, realizzata con la tecnica del mosaico in epoca moderna, raffigura l'evento biblico dell'Assunzione di Maria al cielo tra l'esultanza degli angeli.
Dell'antica e medievale pieve di San Basilio potrebbe essere memoria l'attiguo campanile, leggermente arretrato rispetto alla facciata, composto da un'alta torre quadrata e corredato da una merlatura alla guelfa e cuspide di forma piramidale. Su quest'ultima trova spazio la banderuola in ferro battuto riproducente un angelo recante la reliquia del "Preziosissimo Sangue" qui custodita e venerata dai fedeli. Il campanile ospita un concerto di 4 campane realizzate in epoche differenti: la campana grande è una rifusione del 1965 di Paolo Capanni di Castelnovo ne’ Monti (RE) e sostituisce una precedente campana del 1460; la campana mezzana è la più antica del complesso, risale al 1579; le due minori (la terza e la quarta) invece sono state realizzate dai fonditori Bozzoli di Genova, la terza nel 1855 e la quarta nel 1822

### Interno

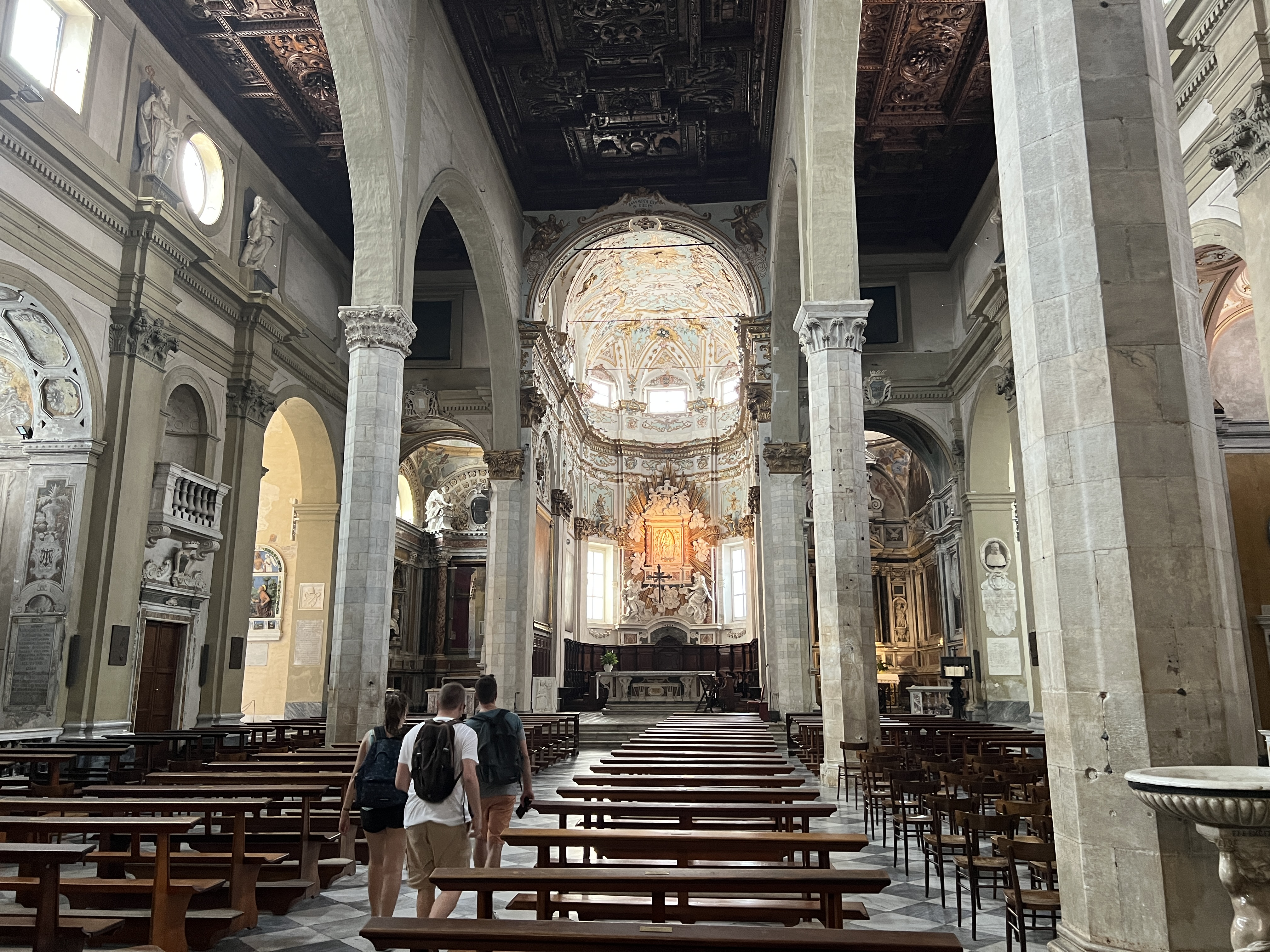
Navata centrale

L'interno della chiesa è in stile barocco e mantiene la struttura originaria, visibile principalmente nelle arcate delle navate.
L'aula è suddivisa in tre navate, con quella centrale leggermente più alta e priva di finestre, da ampie arcate a tutto sesto poggianti su colonne ottagonali con capitelli scolpiti. Il soffitto è a cassettoni in legno, intagliato da Pietro Giambelli tra il 1662 ed il 1670.
Lungo ciascuna delle navate laterali, si aprono quattro cappelle, con l'ultima di ogni navata più profonda. Ciascuna cappella è delimitata da una balaustra ed accoglie un altare in marmi policromi. In fondo ad ognuna delle due navate laterali si apre un'ulteriore cappella: quella di destra è dedicata al Santissimo Sacramento e al Preziosissimo Sangue di Nostro Signore Gesù Cristo ed ospita un pregevole tabernacolo marmoreo e la reliquia del Preziosissimo Sangue; nell'ancona dell'altare della cappella di sinistra, invece, è custodita la croce di Mastro Guglielmo.
La navata centrale termina con la profonda abside semicircolare, interamente occupata dal presbiterio; quest'ultimo è rialzato di alcuni gradini rispetto al resto della chiesa ed ospita al centro l'altare maggiore marmoreo e lungo le pareti laterali il coro ligneo. Il soffitto è riccamente decorato con stucchi e pitture, raffiguranti al centro la Colomba dello Spirito Santo.

### Opere

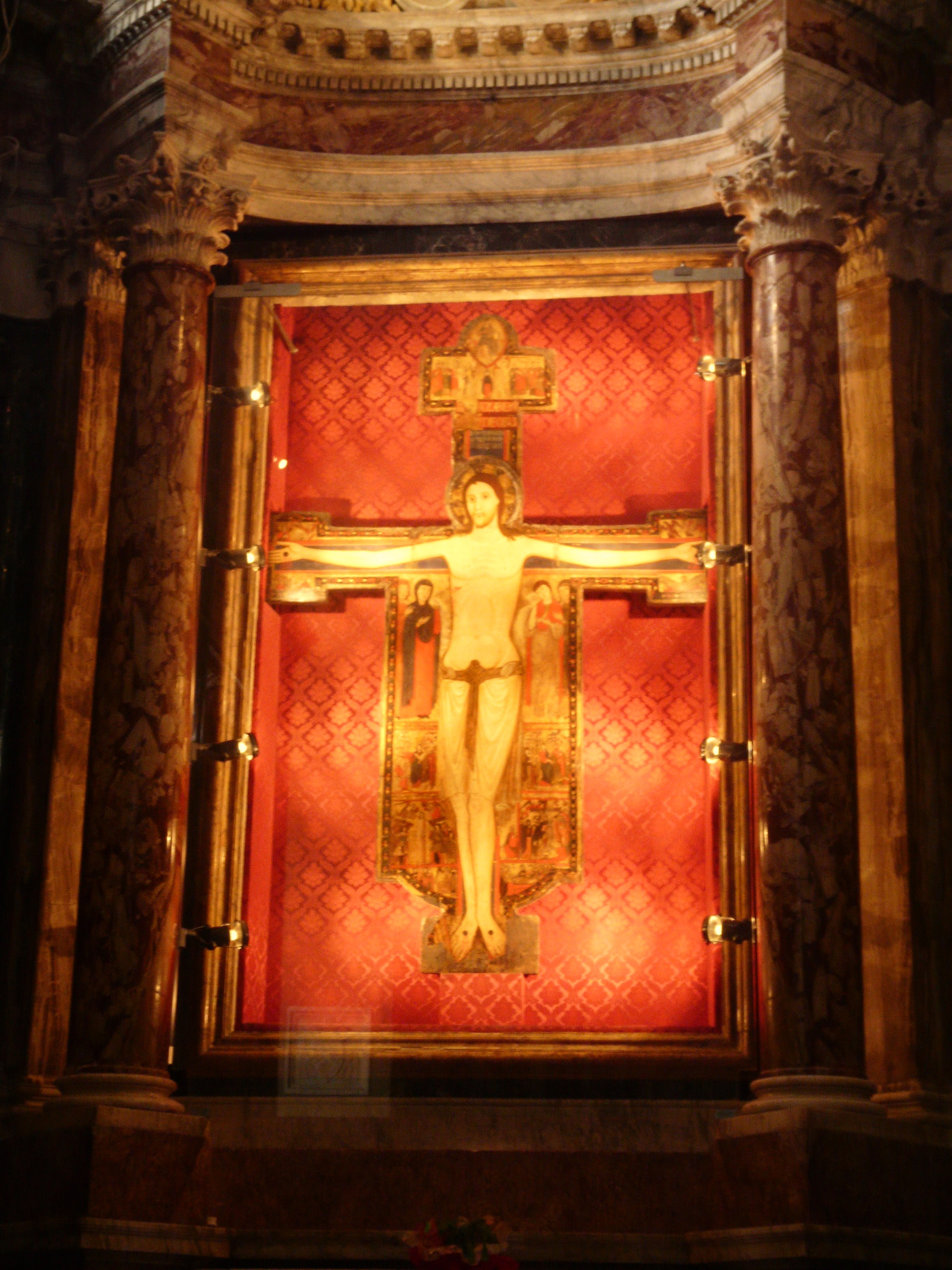
Il crocifisso di Maestro Guglielmo

Al suo interno sono custoditi dipinti di Francesco Solimena e di Domenico Fiasella, come la Visitazione della Madonna a santa Elisabetta, il Martirio di sant'Andrea (1653) e La Strage degli Innocenti, opere scultoree rinascimentali come l'ancona della Purificazione e l'altare dell'Incoronazione, di Leonardo e Francesco Riccomanni, una terracotta della scuola di Luca della Robbia e due busti in marmo di Giovanni Baratta. Nella cappella del transetto è collocata un'opera dello scultore Domenico Sarti, rappresentante la Purificazione di Maria (1642).

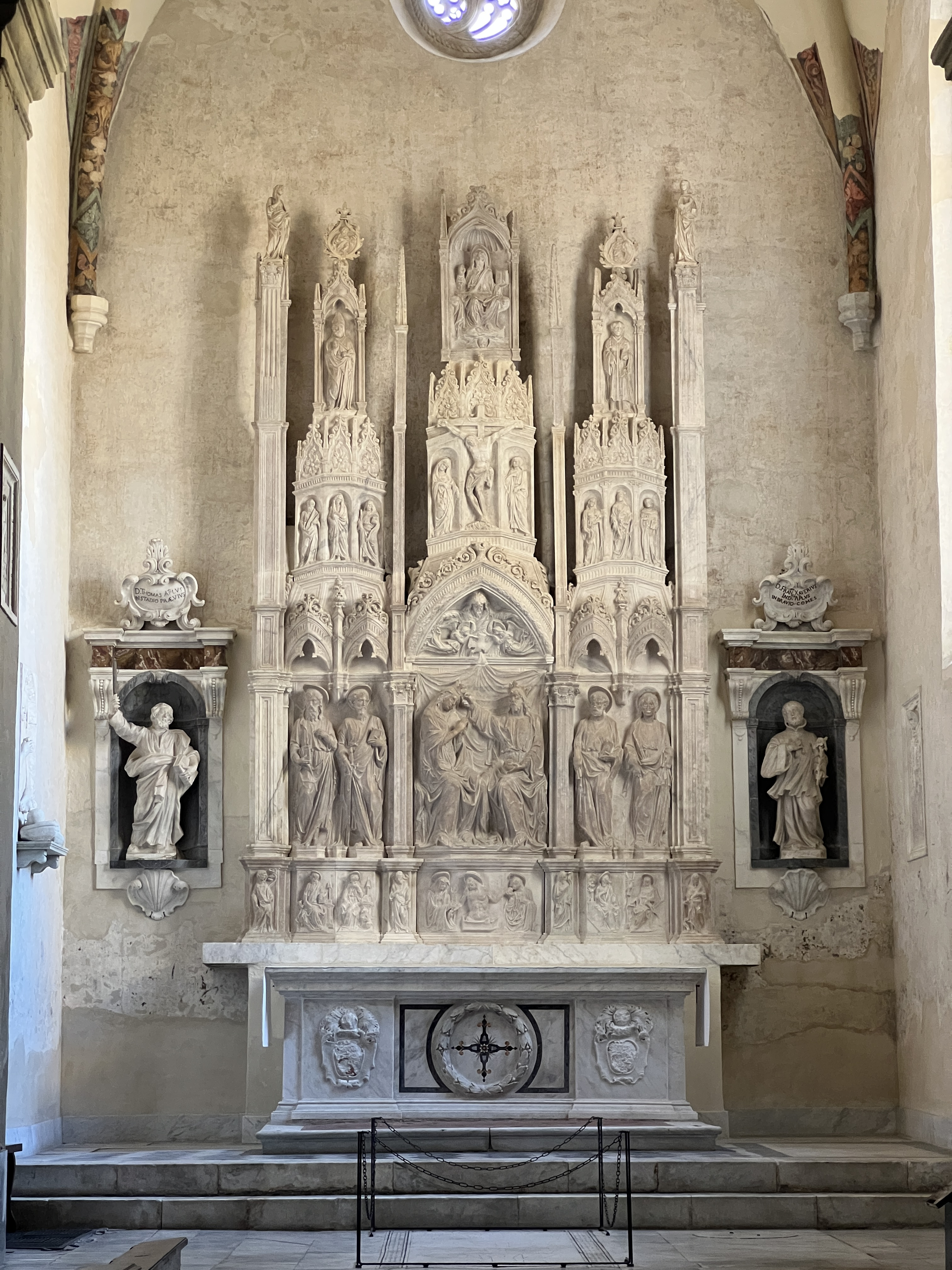
Cappella di San Tommaso Apostolo

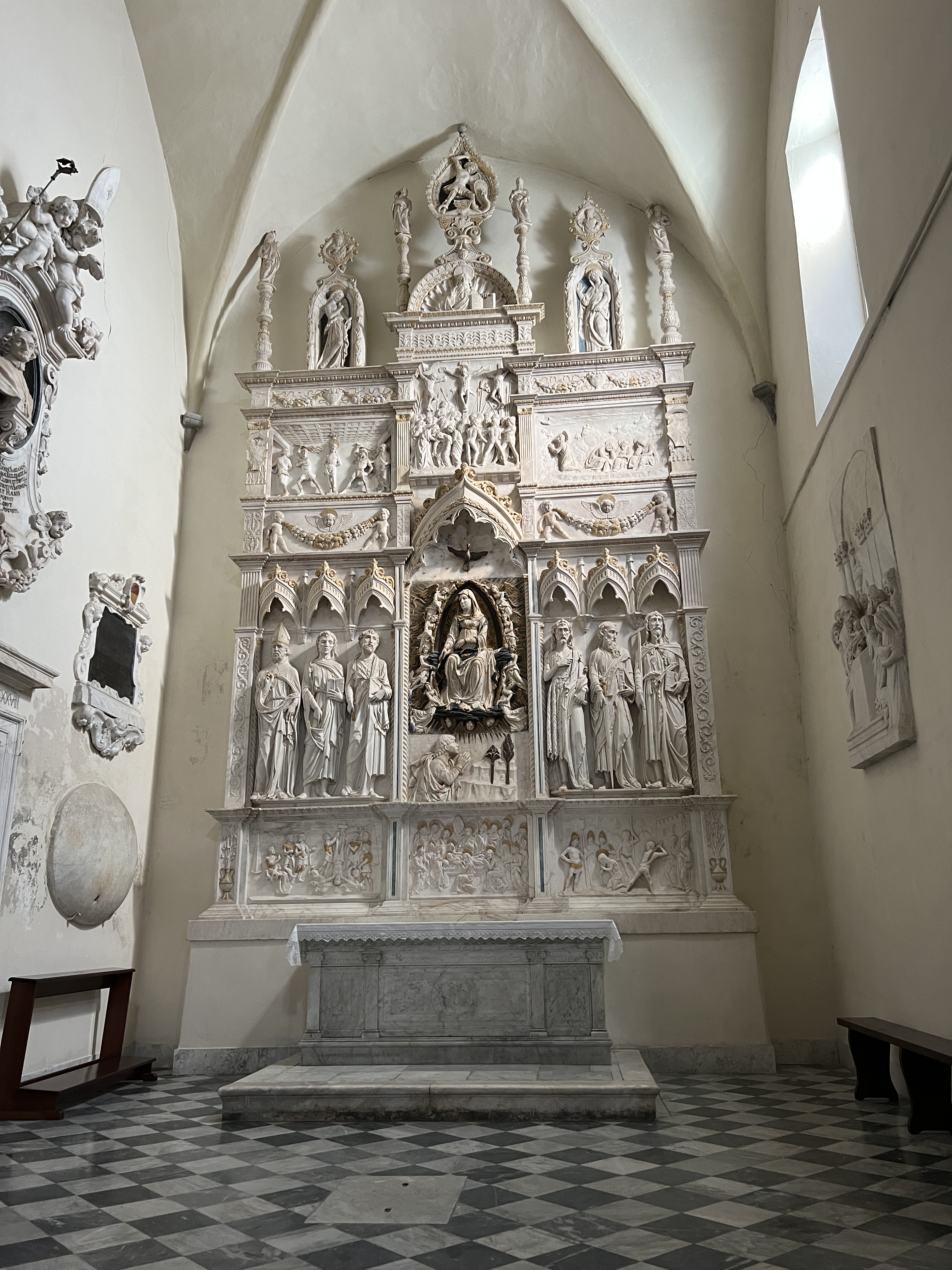
Cappella del lato destro del transetto

L'absidale Gloria della Vergine, scenografica macchina barocca di berniniana memoria, e le sculture della cappella di Sant'Agostino sono opere settecentesche dell'abate carrarese Giovanni Antonio Cybei.
La concattedrale sarzanese è conosciuta soprattutto perché ospita la più antica croce dipinta italiana, opera del Maestro Guglielmo, datata al 1138 e definita opera fondamentale della pittura romanica. Il crocifisso di Mastro Guglielmo, sebbene ridipinto nel corpo e nel volto nel XIV secolo, segna un famoso esempio dall'iconografia del Christus triumphans prima dell'affermarsi dell'iconografia del Christus patiens; vi è ritratto un Gesù con espressione più umana e sofferente, tipica della spiritualità dell'epoca.
La chiesa è famosa per la reliquia del sangue di Gesù Cristo, raccolto durante la crocefissione. La reliquia, portata a Luni nel 742 e in seguito qui trasferita, è custodita nella cappella del Preziosissimo Sangue, a destra dell'altare maggiore.
La reliquia della mano e del braccio di sant'Andrea si conservano al presente nella cattedrale di Sarzana. Nel VI secolo, infatti, tale reliquia venne donata al vescovo Venanzio di Luni, dal papa Gregorio Magno, suo grande amico. È tradizione che in tale tempo, e con l'occasione del dono, sia stata costruita in Sarzana la chiesa di Sant'Andrea, che divenne, immediatamente, la dimora della reliquia. Da quel giorno l'apostolo divenne il Patrono della città. La reliquia fu portata da Costantinopoli a Roma da un certo Andrea, maggiordomo dell'imperatore Maurizio di Costantinopoli.
Altre opere pittoriche e scultoree conservate nella concattedrale sarzanese sono la statua di Sant'Agostino, del XVII secolo, nel secondo altare della navata destra; la scultura dell'Immacolata, opera forse attribuibile alla scuola genovese di Filippo Parodi, nel terzo altare; la Gloria del Sangue Divino, di Domenico Fiasella, nella cappella del Preziosissimo Sangue, e le tele raffiguranti i Santi Nicola da Bari, Giovanni Battista e Giorgio e ancora le Sante Lucia, Apollonia e Barbara del 1626; le statue di Francesco Agnesini di Sant'Andrea e di San Rocco. Di Francesco Solimena è la tela dei Santi Clemente papa, Filippo Neri, Lorenzo e Giovanni evangelista, mentre la Presentazione di Gesù al tempio potrebbe essere opera attribuibile ad Antonio da Carpena (detto "il Carpenino") del XVI secolo.

### Organo a canne

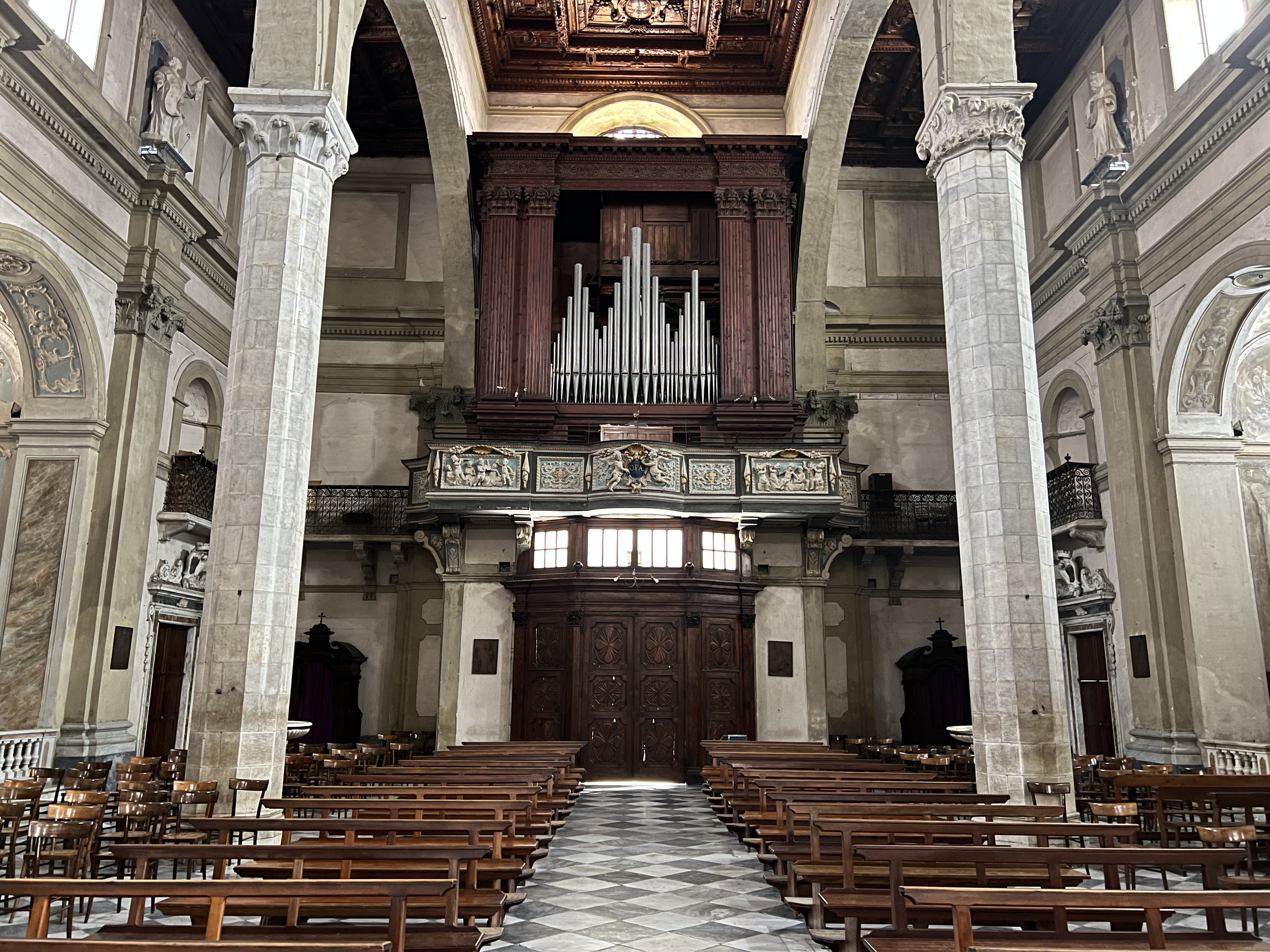
Controfacciata e cantoria con l'organo

Sulla cantoria in controfacciata, si trova l'organo a canne Serassi opus 561, costruito tra il 1840 e il 1842 e restaurato nel 1934 dalla ditta Parodi & Marin.
Lo strumento è a trasmissione integralmente pneumatica e la sua consolle, risalente al restauro del 1934, è collocata anch'essa in cantoria, rivolta verso la navata; essa dispone di due tastiere di 58 note ciascuna e pedaliera concavo-radiale di 30 note. I registri sono azionati da placchette a bilico poste ai lati e al di sopra delle tastiere.
L'organo è interamente racchiuso entro una cassa lignea avente la forma di un parallelepipedo; la facciata è sormontata da un alto cornicione idealmente sorretto da due coppie di lesene corinzie scanalate. Al centro, la mostra, composta da 27 canne di principale con bocche a mitria, disposte in tre cuspidi di nove canne ciascuna.